# 伟大会话
《伟大会话》（英語：The Great Conversation）是西方正典（Western Canon）的作者们对他们的前辈著作提及和隐喻的特征。同样的名称也使用于《西方世界伟大名著》（Great Books of the Western World），1952年由芝加哥大英百科全书公司（Encyclopædia Britannica Inc.）出版。
这也是这套丛书第一版第一册的标题，作者是哈欽斯（Robert Hutchins）， 也是第二版附册（1990年）的标题，作者是阿德勒（Mortimer Adler）。
根据哈欽斯的说法，“西方的传统体现在开始于历史的开端并持续到今天的伟大会话中”。阿德勒说：“将这些作者一起捆绑在一个智力共同体内，是因为他们都卷进了伟大会话。在不同年代陆续问世的这些著作中，我们发现作者们倾听他们的前辈关于这些或那些思想、这个或那个主题已经说了什么。他们不仅倾听他们前辈的思想，他们也用多种多样方式的评论加以回应。”